# Ctenitis mannii
Ctenitis mannii là một loài thực vật có mạch trong họ Dryopteridaceae. Loài này được (C. Hope) Ching miêu tả khoa học đầu tiên năm 1938.